# Sparassocynus
Lo sparassocino (gen. Sparassocynus) è un mammifero marsupiale vissuto tra il Pliocene e il Pleistocene (circa 3 milioni di anni fa) in Sudamerica, ritrovato a Chapadmalal, Argentina.
Questo animale, lungo circa 20-25 centimetri, era estremamente simile all'attuale diavolo di Tasmania; nonostante la notevole somiglianza, i due animali non sono strettamente imparentati e si tratta di un esempio di convergenza evolutiva. Lo sparassocino era un esemplare altamente specializzato della famiglia dei didelfidi (Didelphidae), che include anche gli opossum attuali. Lo sparassocino, come il diavolo di Tasmania, possedeva un cranio robusto e una dentatura forte, un corpo compatto e zampe artigliate. Si estinse pochi milioni di anni fa, quando la competizione con i mammiferi placentali provenienti dal Nordamerica si fece eccessiva.

## Descrizione
Grandi cambiamenti ebbero luogo nella nicchia ecologica dei carnivori in Sud America durante il Pliocene e il Pleistocene. Gli sparassodonti e gli uccelli del terrore, i predatori dominanti fino ad allora, ebbero un declino e si estinsero durante questo intervallo, e i carnivori placentati (felidi, canidi, orsi, ecc.) vennero a riempire le nicchie ecologiche di carnivori terrestri in Sud America. Questa transizione diede l'opportunità ad altri tipi di mammiferi di adottare uno stile di vita predatore, incluso un armadillo gigante (Macroeuphractus outesi) e l'opossum Sparassocynus e i suoi parenti stretti (sparassocynidi). I denti di Sparassocynus derivatus illustrano chiaramente le abitudini alimentari di questa specie, essendo più specializzati per tagliare la carne e meno specializzati per schiacciare altri cibi rispetto a quelli di altri opossum (i molari avevano relativamente grandi porzioni frontali per tagliare, o trigonidi, comparate alle porzioni inferiori per schiacciare, o talonidi). Sparassocynus aveva anche potenti muscoli per la chiusura delle mascelle  e un muso corto indicato più per la forza che per la velocità. Paragonato al cranio del moderno opossum lanoso (Caluromys derbianus), quello di Sparassocynus appare più largo e con un muso più corto, eppure la lunghezza di entrambi è di circa 2.25 in (6 cm per Sparassocynus, 5.7 cm per Caluromys). Una caratteristica peculiare di Sparassocynus sono le sue bolle timpaniche relativamente grandi, che sono i rigonfiamenti cavi sul lato inferiore del cranio dei mammiferi che chiudono le cavità aeree centrali. Vari gruppi di roditori e piccoli marsupiali (inclusi gli argyrolagidi) evolsero bolle grandi quanto quelle di Sparassocynus o più grandi, probabilmente come adattamento per avvertire suoni di certe frequenze. Questa caratteristica aiuta i piccoli mammiferi a sentire ed evitare predatori, in particolare di notte o quando sono in una buca sotterranea. Lo stesso potrebbe essere stato vero per Sparassocynus, che non era particolarmente grande per un opossum. Tuttavia, è anche possibile che Sparassocynus usasse le sue orecchie specializzate per individuare la sua stessa preda. Le abitudini di Sparassocynus erano probabilmente molto simili a quelle di piccoli marsupiali Australiani della famiglia Dasyuridae conosciuti come mulgara (Dasycercus spp.). Questi piccoli marsupiali carnivori si nutrono principalmente di insetti e piccoli vertebrati, e scavano buche per protezione.

## Informazioni base
Dimensioni: piccolo, simile a un ratto Norvegese (Rattus norvegicus). Lunghezza del cranio:circa 2.4 in (6 cm). Lunghezza testa-corpo: probabilmente 8-10 in (20-25 cm). Massa: circa 12 oz (350 g).
Caratteristiche ecologiche: da terrestre a scansorio, forse semi-fossorio (specifiche sconosciute). Carnivoro, nutrendosi principalmente di piccoli vertebrati (come Reithrodon auritus) e insetti.
Relazioni evolutive: ordine Didelphimorphia. Lontanamente imparentato coi moderni opossum.
Significato del nome: il genere significa "cane lacerante". L'epiteto specifico significa "derivato".